# Argyle (village, New York)
Pour les articles homonymes, voir Argyle.
Ne doit pas être confondu avec Argyle (ville, New York).
Argyle est un village du comté de Washington, dans l'État de New York, aux États-Unis,. En 2010, il compte une population de 609 habitants.

## Démographie
Lors du recensement de 2010, le village comptait une population de 609 habitants, tandis qu'en 2016, elle est estimée à 583 habitants.